# Golden Spike Ostrava 2007
Lo Zlata Tetra - Golden Spike Ostrava 2007 è un meeting di atletica leggera svoltosi il 27 giugno 2007 a Ostrava, in Repubblica Ceca, facente parte del circuito IAAF World Tour, di cui rappresenta il decimo appuntamento stagionale.

## Risultati

### Uomini
| Evento: | Vincitore:                       | Vincitore:  | 2° piazzato:                      | 2° piazzato: | 3° piazzato:                                 | 3° piazzato: |
| --- | -------------------------------- | ----------- | --------------------------------- | ------------ | -------------------------------------------- | ------------ |
| 100m | Craig Pickering Regno Unito      | 10.16       | Churandy Martina Antille Olandesi | 10.31        | Tyrone Edgar Regno Unito                     | 10.33        |
| 800 m | Belal Mansoor Ali Bahrein        | 1:44.74     | Jurij Borzakovskij Russia         | 1:45.12      | Abraham Chepkirwok Uganda                    | 1:45.12      |
| 5.000 m | Craig Mottram Australia          | 13:04.97    | Tariku Bekele Etiopia             | 13:05.42     | Abraham Cherkos Feleke Etiopia               | 13:05.83     |
| Ora | Haile Gebrselassie Etiopia       | 21,285km WR | Daniel Kiprop Limo Kenya          | 20,271km     | Edward Kiptum Tabut Kenya                    | 19,380km     |
| 3.000 siepi | Paul Kipsiele Koech Kenya        | 8:10.01     | Reuben Kosgei Kenya               | 8:11.94      | Willy Rutto Komen Kenya                      | 8:12.46      |
| 110hs | David Payne Stati Uniti          | 13.25       | Staņislavs Olijars Lettonia       | 13.44        | Dayron Robles Cuba                           | 13.45        |
| 400hs | Louis Van Zyl Sudafrica          | 48.64       | Rickey Harris Stati Uniti         | 49.58        | Alwyn Myburgh Sudafrica                      | 50.08        |
| Salto in alto | Kyriakos Iōannou Cipro           | 2.30m       | Stefan Holm Svezia                | 2.27m        | Peter Horák Slovacchia Andrej Terešin Russia | 2.27m        |
| Getto del peso | Reese Hoffa Stati Uniti          | 21.77m      | Christian Cantwell Stati Uniti    | 21.68m       | Daniel Taylor Stati Uniti                    | 20.52m       |
| Lancio del martello | Ivan Tsikhan Bielorussia         | 80.19m      | Libor Charfreitag Slovacchia      | 79.76m       | Vadzim Dzevjatoŭski Bielorussia              | 79.31m       |
| Lancio del giavellotto | John Robert Oosthuizen Sudafrica | 82.35m      | Teemu Wirkkala Finlandia          | 78.42m       | Stefan Wenk Germania                         | 77.93m       |
| AR record continentale \| NR record nazionale \| PB record personale \| SB record personale stagionale \| WL miglior prestazione dell'anno \| WR record mondiale |                                  |             |                                   |              |                                              |              |

### Donne
| Evento: | Vincitore:                   | Vincitore: | 2° piazzato:                | 2° piazzato: | 3° piazzato:                                      | 3° piazzato: |
| --- | ---------------------------- | ---------- | --------------------------- | ------------ | ------------------------------------------------- | ------------ |
| 100m | Brianna Glenn Stati Uniti    | 11.38      | Evgenija Poljakova Russia   | 11.44        | LaVerne Jones Isole Vergini Americane             | 11.48        |
| 800 m | Svetlana Čerkasova Russia    | 1:59.05    | Lucia Klocová Slovacchia    | 1:59.88      | Ol'ga Kotljarova Russia                           | 1:59.98      |
| 5.000 m | Meseret Defar Etiopia        | 14:30.18   | Gelete Burka Etiopia        | 14:31.20     | Meselech Melkamu Etiopia                          | 14:33.83     |
| 100hs | Josephine Onyia Spagna       | 12.91      | Perdita Felicien Canada     | 13.02        | Anay Tejeda Cuba                                  | 13.04        |
| 400hs | Julija Pečënkina Russia      | 54.58      | Evgenija Isakova Russia     | 55.18        | Natal'ja Ivanova Russia                           | 55.25        |
| Salto con l'asta | Elena Isinbaeva Russia       | 4.66m      | Kateřina Baďurová Rep. Ceca | 4.66m        | Pavla Hamáčková Rep. Ceca Tat'jana Polnova Russia | 4.40m        |
| Salto in lungo | Malgorzata Trybanska Polonia | 6.68m      | Oksana Udmurtova Russia     | 6.52m        | Jana Veldáková Slovacchia                         | 6.46m        |
| Lancio del disco | Franka Dietzsch Germania     | 64.61m     | Dar'ja Piščal'nikova Russia | 63.72m       | Anna Söderberg Svezia                             | 62.98m       |
| Lancio del martello | Tat'jana Lysenko Russia      | 77.71m     | Betty Heidler Germania      | 73.74m       | Yipsi Moreno Cuba                                 | 73.00m       |
| Lancio del giavellotto | Barbora Špotáková Rep. Ceca  | 64.94m     | Zahra Bani Italia           | 62.09m       | Steffi Nerius Germania                            | 61.89m       |
| AR record continentale \| NR record nazionale \| PB record personale \| SB record personale stagionale \| WL miglior prestazione dell'anno \| WR record mondiale |                              |            |                             |              |                                                   |              |